# Heinz Pringsheim
Heinz Gerhard Pringsheim (* 7. April 1882 in München; † 31. März 1974 ebenda) war ein deutscher Archäologe, Musikkritiker, Komponist, Pianist und Rundfunkredakteur.

## Leben
Heinz Pringsheim war ein Sohn aus der Ehe des Mathematikers und Kunstmäzens Alfred Pringsheim, des Freundes und Vorkämpfers von Richard Wagner, mit der Schauspielerin Hedwig Pringsheim. Sein Bruder Klaus Pringsheim war ein namhafter Dirigent und Musikpädagoge, seine Schwester Katia wurde 1905 die Ehefrau von Thomas Mann.
1899 machte er das Abitur am Wilhelmsgymnasium München.
Heinz Pringsheim studierte zunächst in Göttingen und Bonn Klassischer Archäologie und wurde 1904 bei Georg Loeschcke an der Universität Bonn promoviert. 1909 nahm er an den Ausgrabungen von Walther von Diest in Nysa am Mäander teil.
Seit 1909 studierte er Theorie der Musik bei Rudolf Louis und Klavier bei August Schmid-Lindner. Anschließend wurde er Korrepetitor und Theaterkapellmeister an den Opern in München, Bochum, Mühlhausen, Dresden und Berlin. Nach 1918 lebte er in Berlin und arbeitete als Musikkritiker. Er komponierte 1921 die Musik zu Mary Wigmans Die sieben Tänze des Lebens. Die Nationalsozialisten erteilten ihm 1933 Berufsverbot.
Nach dem Ende des Zweiten Weltkriegs baute Pringsheim 1945 bis 1950 in seiner Heimatstadt München die Musikabteilung des Bayerischen Rundfunks auf und gründete zusammen mit dem Komponisten Karl Amadeus Hartmann die Reihe Musica viva.
Seine erste Ehefrau war die Malerin Olga Markowa Meerson, mit der er die Tochter Tamara bekam, seine zweite Ehefrau Mara brachte den Sohn Horst mit in die Ehe.

## Veröffentlichungen (Auswahl)
- Archäologische Beiträge zur Geschichte des eleusinischen Kults. Dissertation Universität Bonn. C. Wolf & Sohn, München 1905.
- Beschreibung der Ruinen im einzelnen. In: Walther von Diest: Nysa ad Maeandrum. Nach Forschungen und Aufnahmen in den Jahren 1907 und 1909 (= Jahrbuch des Kaiserlichen Deutschen Archäologischen Instituts Ergänzungsheft 10). Unter Mitwirkung von Harry von Coler, Konrad Graefinghoff, Friedrich Freiherrn Hiller von Gaertringen, Heinrich Pringsheim und Kurt Regling. Reimer, Berlin 1913, S. 30–61 (Digitalisat).
- Labyrinthe [Novellen]. Berlin 1920
- Glück und Ende der Verdi-Renaissance. In: Melos. Band 18, 1951, S. 46–48
- Die heutige Situation der Musik. In: Melos. Band 20, 1953, S. 65–68
- Wohin steuern wir? In: Melos. Band 21, 1954, S. 71–74